# Tortyra caracasiae
Tortyra caracasiae là một loài bướm đêm thuộc họ Choreutidae. Nó được tìm thấy ở Costa Rica và Venezuela.